# Błażejowice (województwo śląskie)
Błażejowice (niem.  Blaschowitz) – wieś sołecka w Polsce, położona w województwie śląskim, w powiecie gliwickim, w gminie Wielowieś.
W latach 1975–1998 wieś administracyjnie należała do województwa katowickiego.

## Nazwa
Nazwa wywodzi się od imienia męskiego pochodzenia łacińskiego Błażej.
W księdze łacińskiej Liber fundationis episcopatus Vratislaviensis (pol. Księga uposażeń biskupstwa wrocławskiego) spisanej za czasów biskupa Henryka z Wierzbna w latach 1295–1305 miejscowość wymieniona jest w formie Blaseowitz we fragmencie Blaseowitz solvitur decima more polonico.
W 1886 urodził się tutaj Jan Kanty Lorek, późniejszy biskup.